# Leucania diagramma
Leucania diagramma är en fjärilsart som beskrevs av Bethune-Baker 1905. Leucania diagramma ingår i släktet Leucania och familjen nattflyn. Inga underarter finns listade i Catalogue of Life.